# Вестгејт (Ајова)
Вестгејт (енгл. Westgate) град је у америчкој савезној држави Ајова. По попису становништва из 2010. у њему је живело 211 становника.

## Демографија
Према попису становништва из 2010. у граду је живело 211 становника, што је -23 (-9.8%) становника више него 2000. године.
| Група             | 2000.       | 2010.       |
| Белци             | 231 (98,7%) | 208 (98,6%) |
| Афроамериканци    | 0 (0,0%)    | 2 (0,9%)    |
| Азијати           | 0 (0,0%)    | 0 (0,0%)    |
| Хиспаноамериканци | 3 (1,3%)    | 1 (0,5%)    |
| Укупно            | 234         | 211         |